# طالشان
طالشان، محله‌ای است از شهر رشت از توابع بخش مرکزی شهرستان رشت در استان گیلان ایران. طالشان در ابتدا روستا بوده است.

## جمعیت
این روستا در دهستان لاکان قرار دارد و براساس سرشماری مرکز آمار ایران در سال ۱۳۸۵، جمعیت آن ۷۵۲۱ نفر (۲۲۱۶خانوار) بوده‌است.